# Попов, Михаил Петрович
Михаи́л Петро́вич Попо́в (23 августа [4 сентября] 1837, Санкт-Петербург — 22 января [3 февраля] 1898, там же) — русский скульптор, представитель петербургского академизма пореформенной эпохи, ассоциируемый со школой Николая Пименова; мастер станковой пластики, автор портретных бюстов и статуй мифологической тематики, также работал как монументалист. Академик (с 1872) и профессор (с 1878) Императорской Академии художеств.

## Биография
Родился в Санкт-Петербурге. Учился в Императорской Академии художеств под руководством скульптора Н. С. Пименова. Получил две серебряные медали Академии художеств: малую (1859) и большую (1860). В 1861 году был допущен к конкурсу на золотые медали. Получил малую золотую медаль (1862) за фигуру «Косец». В 1864 году создал барельеф «Иосиф объясняет сны в темнице хлебодару и виночерпию».
Только в 1866 году Попову за барельеф «Пенелопа и её женихи» была присуждена большая золотая медаль со званием  классного художника 1-й степени и правом на шестилетнее пребывание за границей в качестве пенсионера Академии. Посетил Берлин, Вену, Венецию, Неаполь и поселился в Риме.
Во время пребывания своего в чужих краях исполнил, между прочим, статую «Девочка-кокетка», «Группу нищих гугар» и фигуру «Рыбак-неаполитанец, играющий на мандолине». Первое и третье из этих произведений находились на академической выставке 1872 г. За них Попов получил звание академика и денежную премию в 2000 руб.; кроме того, во внимание к его таланту, ему было продолжено пенсионерское содержание ещё на два года.
В 1876 году была вылеплена им статуя «Фрина перед народным судом», вскоре высеченная из мрамора и доставившая художнику звание профессора.
По возвращении в Санкт-Петербург (1878) исполнил статую «Клеопатра», вылепил несколько бюстов (1881), которыми предполагалось окружить монумент Екатерины II в Екатерининском сквере. В 1882 году ездил снова за границу для изваяния из мрамора бюста императора Александра II, для постановки в здании московских судебных установлений, и затем занимался другими менее значительными работами. Из наиболее удачных его произведений, кроме вышеупомянутых, можно указать на бюсты «Плачущего мальчика» и «Смеющуюся девочку», колоссальную статую императора Александра II, характерную голову негра и портретный бюст князя С. Оболенского.
Скульптор памятника основателям города Одессы на Екатерининской площади.
Имел награды: орден Святой Анны 3-й степени (1883).
Был похоронен на Смоленском православном кладбище; могила не сохранилась.

## Галерея
- Клеопатра
- Неаполитанский рыбак, играющий на мандолине
- Фрина
- Неизвестная
- Памятник основателям Одессы